# اسلام‌آباد (جره)
اسلام‌آباد روستایی در دهستان جره بخش جره و بالاده شهرستان کازرون استان فارس ایران است.

## جمعیت
بر پایه سرشماری عمومی نفوس و مسکن در سال ۱۳۹۵ جمعیت این مکان ۲۲۲ نفر (۵۹خانوار) بوده‌است.